# Hydroptila angustata
Hydroptila angustata is een schietmot uit de familie Hydroptilidae. De soort komt voor in het Palearctisch gebied.